# 마에바라 케이이치
마에바라 케이이치(일본어: 前原 圭一, まえばら けいいち)는 《쓰르라미 울 적에》에 등장하는 가공의 인물이다. (성우:호시 소이치로, 演：마에다 고키)

## 개요
오니가쿠시・와타나가시 편・타타리고로시 편 및 PS2판 〈축제〉, DS판 〈반〉의 주인공.

## 프로필
- 이름 : 마에바라 케이이치
- 일어표기 : 前原 圭一
- 영어표기 : Maebara Keiichi
- 나이 : 15세 또는 16세(중2 또는 고1)
- 몸무게 : 60kg
- 키 : 175cm
- 생일 : 4월 12일
- 별자리 : 양자리 (점성술)
- 가족관계 : 마에바라 이치로(父)동거, 마에바라 아이코(母)동거
- 좋아하는 것 : 미온의 부활게임

갈색의 머리카락과 보라색 눈을 가지고 있으며 머리 모양은 80년대 전반, 젊은이들 사이에 유명했던 롱 쇼트 보브 타입. 눈은 길쭉히 뻗은 삼백안이다.